# ナム・ヒョンジョン
ナム・ヒョンジョン（ハングル表記：남현종）は、韓国放送公社 (KBS) 所属のアナウンサー。2018年に入局した。アナウンサー室韓国語研究部に所属する。子供向け童謡番組『ヌガヌガ チャラナ』（だれがうまいかな）の司会進行を エイシアと共に務めている（2021年5月時点）。2021年5月5日の子供の日放送の『2021 KBS創作童謡大会』（第31回）の司会進行を大会出身のグループであるヨジャチング（GFRIEND）のユジュとトロット歌手ナ・テジュと共に務めると報道された。